# Cratomorphus splendidus
Cratomorphus splendidus is een keversoort uit de familie glimwormen (Lampyridae). De wetenschappelijke naam van de soort werd voor het eerst geldig gepubliceerd in 1782 door Drury.